# Hanchiguli, Kanakapura
Hanchiguli là một làng thuộc tehsil Kanakapura, huyện Ramanagara, bang Karnataka, Ấn Độ.